# Coaling
Coaling – miasto w Stanach Zjednoczonych, w stanie Alabama, w hrabstwie Tuscaloosa. W roku 2023 miasto zamieszkiwało 1986 osób, a gęstość zaludnienia wynosiła 206,9 osoby/km².